# Karlovac (stad)
Karlovac (Nederlands: Karelstad; Duits Karlstadt, Engels: Charlestown; Hongaars: Károlyváros; Pools: Karolowiec; Italiaans: Carlovizza; Latijn: Carolostadium) is de hoofdstad van de gelijknamige provincie Karlovac - Karlovačka županija in Kroatië.
Karlovac is ontstaan uit een zespuntig fort, dat in de 16e eeuw is gesticht. De stad is tegenwoordig een industriestad met ongeveer 60.000 inwoners. De voornaamste industrie is tegenwoordig de wapenfabriek 'HS Produkt'. De brouwerij van Karlovačko bier kwam na de oorlog in handen van Heineken en werd gesaneerd. Er werken nog maar een paar honderd mensen.
In augustus 2027 zal in Karlovac het Europees Schutterstreffen plaatsvinden.

## Galerij

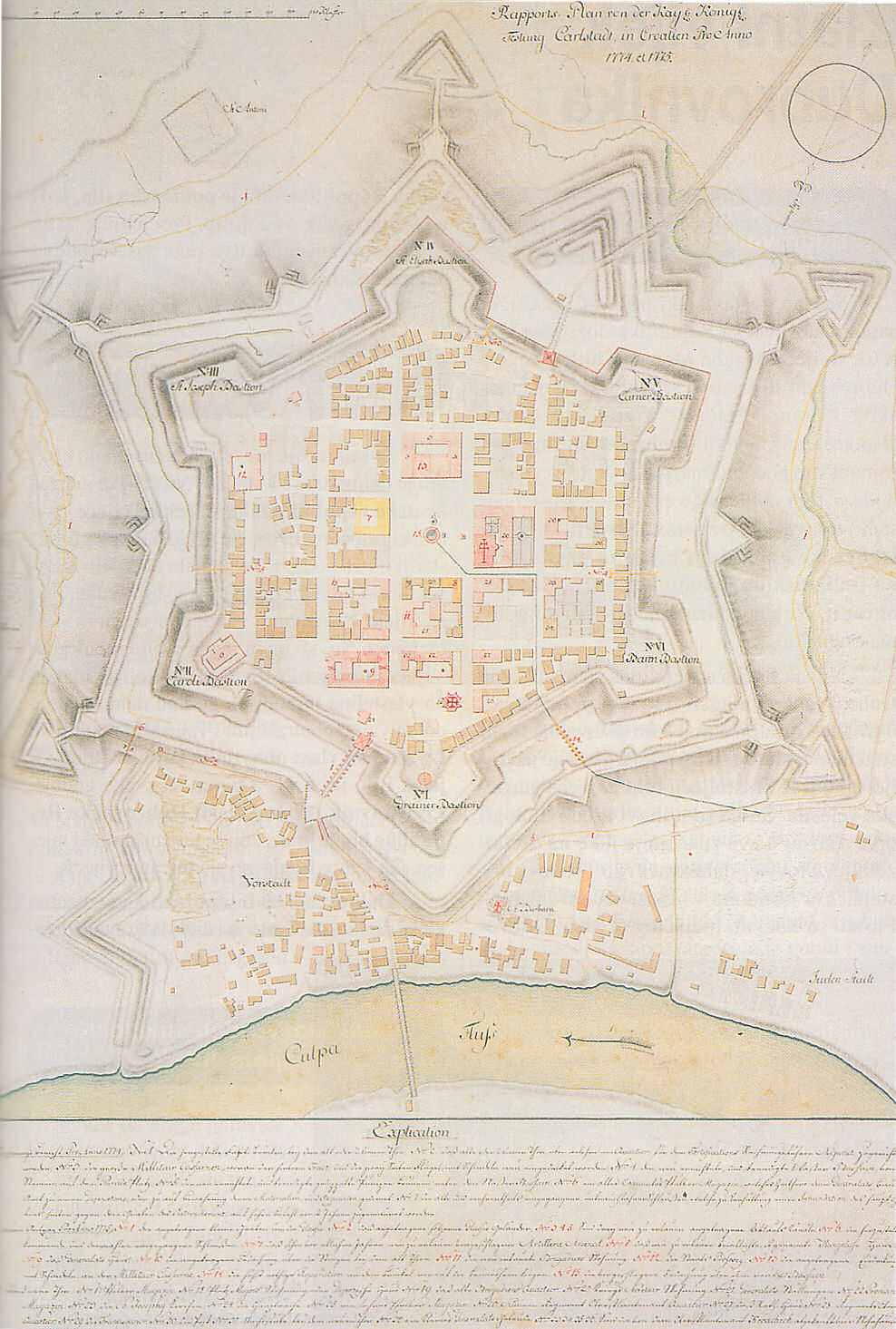
Het oorspronkelijke Karlovac
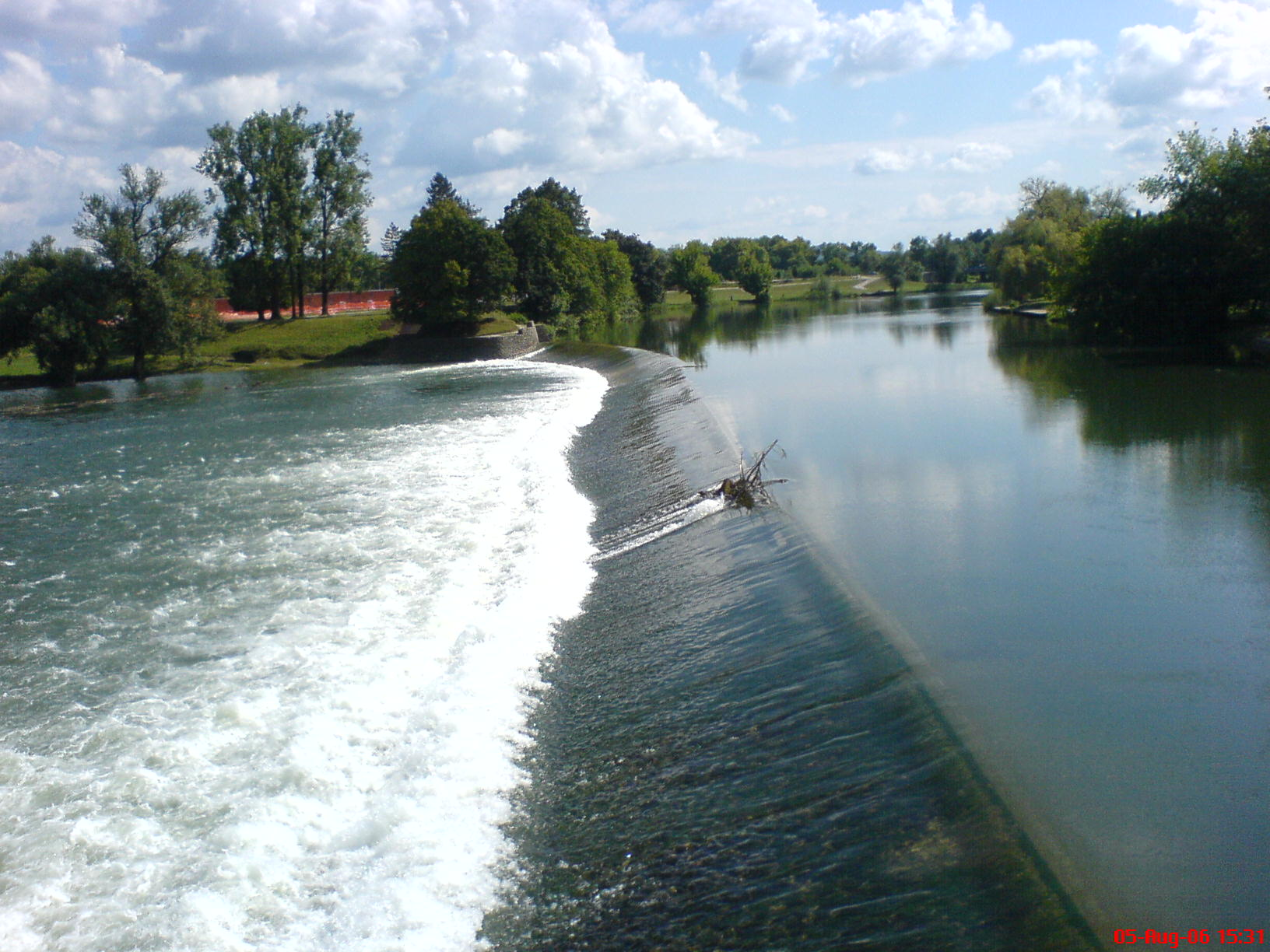
De rivier Korana in Karlovac
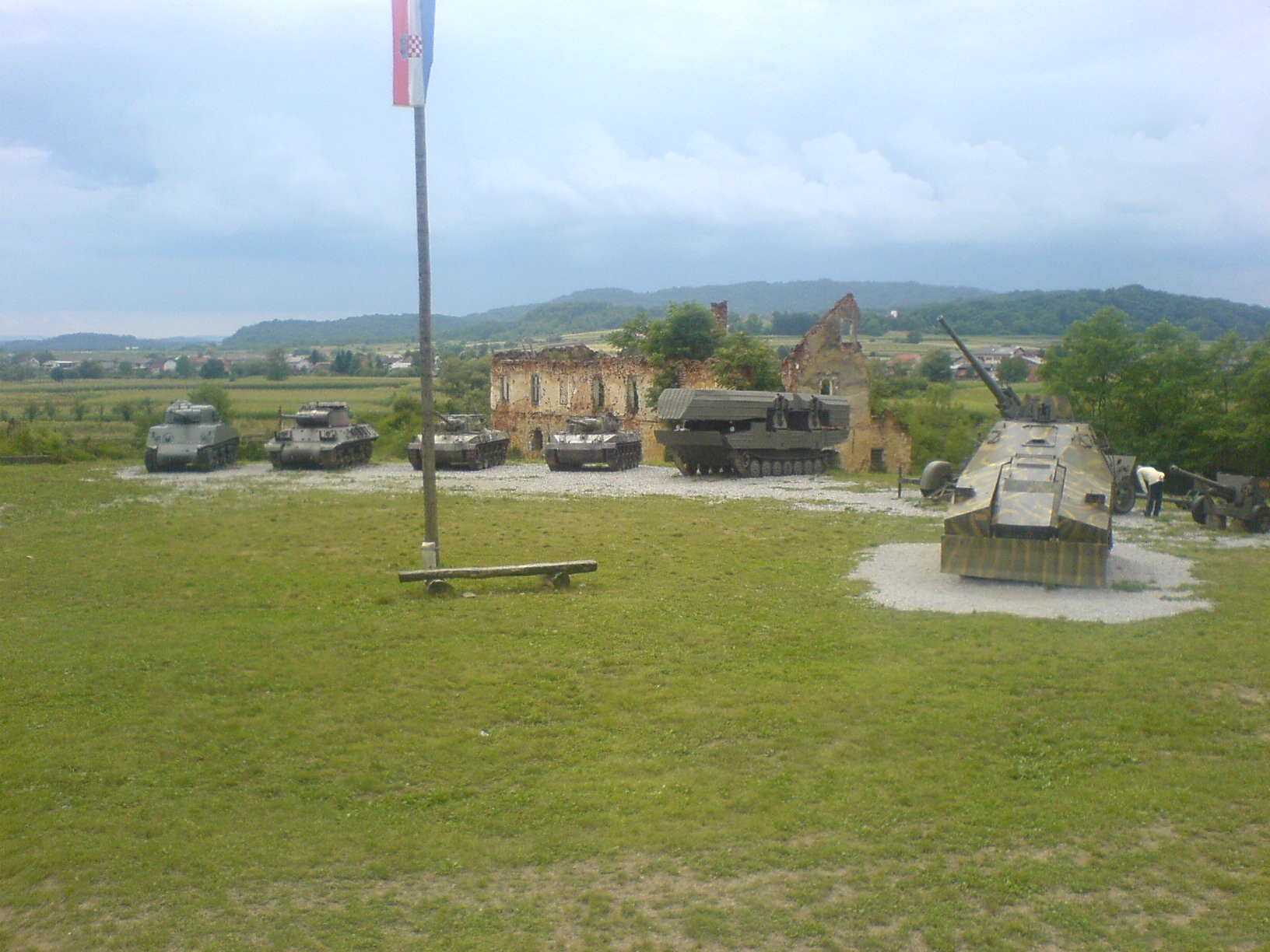
Museum ter nagedachtenis aan de Kroatische oorlog

## Geboren in Karlovac
- Ana Vidović (1980-), gitarist
- Goran Bunjevčević (1973-2018), voetballer

Steden (gradovi): Karlovac · Duga Resa · Ogulin · Ozalj · Slunj

Gemeenten (općine): Barilović · Bosiljevo · Cetingrad · Draganić · Generalski Stol · Josipdol · Kamanje · Krnjak · Lasinja · Netretić · Plaški · Rakovica · Ribnik · Saborsko · Tounj · Vojnić · Žakanje
Bjelovar · Čakovec · Dubrovnik · Gospić · Karlovac · Koprivnica · Krapina · Osijek · Pazin · Požega · Rijeka · Šibenik · Sisak · Slavonski Brod · Split · Varaždin · Virovitica · Vukovar · Zadar · Zagreb